# Departamento de Foundiougne
El Departamento de Foundiougne es uno de los 45 departamentos de Senegal y uno de los 3 departamentos de la Región de Fatick en los países occidentales.

## Administración
Su capital es la ciudad Foundiougne.
Está compuesto por tres municipios que son:
- Municipio de Djilor
- Municipio de Niodior
- Municipio de Toubacouta

En su administración hay cinco localidades del departamento que tienen la condición de municipio:
- Foundiougne
- Passy
- Sokone
- Suma, creado en 2008
- Post Karang, establecida en 2008